# Lộc Hòa (phường)
Lộc Hòa là một phường thuộc thành phố Nam Định, tỉnh Nam Định, Việt Nam.

## Địa lý
Phường Lộc Hòa nằm ở cửa ngõ phía tây thành phố Nam Định, có vị trí địa lý:
- Phía đông giáp phường Cửa Bắc và phường Lộc Vượng
- Phía tây giáp phường Hưng Lộc, xã Mỹ Lộc và huyện Vụ Bản
- Phía nam giáp phường Mỹ Xá và phường Trường Thi
- Phía bắc giáp xã Mỹ Phúc và xã Mỹ Thắng.

Phường Lộc Hòa có diện tích 6,43 km², dân số năm 2018 là 9.681 người, mật độ dân số đạt 1.506 người/km².

## Lịch sử
Sau năm 1945, xã Lộc Hòa thuộc thành phố Nam Định.
Ngày 8 tháng 8 năm 1964, Bộ Nội vụ ban hành Quyết định số 210-NV về việc chuyển xã Lộc Hòa thuộc thành phố Nam Định về huyện Mỹ Lộc quản lý.
Ngày 21 tháng 4 năm 1965, Ủy ban Thường vụ Quốc hội ban hành Quyết định số 103-NQ-TVQH về việc thành lập tỉnh Nam Hà trên cơ sở tỉnh Hà Nam và tỉnh Nam Định. Khi đó, xã Lộc Hòa thuộc huyện Mỹ Lộc, tỉnh Nam Hà.
Ngày 13 tháng 6 năm 1967, Hội đồng Chính phủ ban hành Quyết định số 76-CP về việc sáp nhập huyện Mỹ Lộc vào thành phố Nam Định. Khi đó, xã Lộc Hòa thuộc thành phố Nam Định.
Ngày 27 tháng 12 năm 1975, Quốc hội ban hành Nghị quyết về việc thành lập tỉnh Hà Nam Ninh trên cơ sở tỉnh Nam Hà và tỉnh Ninh Bình. Khi đó, xã Lộc Hòa thuộc thành phố Nam Định, tỉnh Hà Nam Ninh.
Ngày 26 tháng 12 năm 1991, Quốc hội ban hành Nghị quyết về việc chia tỉnh Hà Nam Ninh thành tỉnh Nam Hà và tỉnh Ninh Bình. Khi đó, xã Lộc Hòa thuộc thành phố Nam Định, tỉnh Nam Hà.
Ngày 6 tháng 11 năm 1996, Quốc hội ban hành Nghị quyết về việc chia tỉnh Nam Hà thành tỉnh Nam Định và tỉnh Hà Nam. Khi đó, xã Lộc Hòa thuộc thành phố Nam Định, tỉnh Nam Định.
Ngày 26 tháng 2 năm 1997, Chính phủ ban hành Nghị định số 19-CP về việc chuyển xã Lộc Hòa thuộc thành phố Nam Định về huyện Mỹ Lộc mới thành lập quản lý.
Ngày 6 tháng 9 năm 1997, Chính phủ ban hành Nghị định số 95/1997/NĐ-CP về việc chuyển xã Lộc Hòa thuộc huyện Mỹ Lộc vào thành phố Nam Định quản lý.
Ngày 16 tháng 7 năm 2019, Ủy ban Thường vụ Quốc hội ban hành Nghị quyết số 721/NQ-UBTVQH14 (nghị quyết có hiệu lực từ ngày 1 tháng 9 năm 2019) về việc thành lập phường Lộc Hòa trên cơ sở toàn bộ 6,43 km² diện tích và 9.681 người của xã Lộc Hòa.
Ngày 2 tháng 12 năm 2021, HĐND tỉnh Nam Định ban hành Nghị quyết số 63/2021/NQ-HĐND về việc:
- Sáp nhập tổ dân phố số 3 Phú Ốc và tổ dân phố số 4 Phú Ốc vào tổ dân phố số 1 Phú Ốc.
- Sáp nhập tổ dân phố số 2 Lương Xá vào tổ dân phố số 1 Lương Xá.
- Thành lập tổ dân phố số 2 Lương Xá trên cơ sở 3 tổ dân phố: số 3 Lương Xá, số 4 Lương Xá, số 5 Lương Xá.
- Đổi tên tổ dân phố 5 Phú Ốc thành tổ dân phố số 3 Phú Ốc.